# Observatorio del Ebro
El Observatorio del Ebro, anteriormente Observatorio de Física Cósmica del Ebro (OE), es un centro de investigación de la Universidad Ramon Llull (URL) asociado con el Consejo Superior de Investigaciones Científicas (CSIC ). Creado en 1904, está ubicado en el municipio de Roquetes, en el Baix Ebre.
Fue fundado en 1904 por Ricardo Cirera y Salse y Lluís Rodés i Campderà,  de la Compañía de Jesús. Estudia de la influencia de la actividad solar en los fenómenos geofísicos. Comprende las secciones solar, magnética, ionosférica, sísmica y meteorológica, que efectúa sondeos aerológicos y registra la radiación térmica del sol y el potencial electroestático de la atmósfera .
Ha sido líder en las teorías y técnicas de observación de la interacción sol-tierra, lo que le valió el reconocimiento internacional. Sufrió graves desperfectos durante la Guerra civil española. El director Antoni Romañà i Pujó (1939-1970) lo reconstruyó. En 1987 recibió la Cruz de Sant Jordi .
Los edificios donde se ubica están incluidos en el Inventario del Patrimonio Arquitectónico de Cataluña. Son edificios de distintos tipos y formados dentro de un bosque. La mayor parte de estos edificios son de pequeñas dimensiones y de un piso de altura, excepto el edificio en el que se encuentran las oficinas (, y el llamado pabellón Landerer de tres pisos de altura y de un notable sesgo neoclásico, con columnas pseudogóticas en el porche de entrada y pilastras pseudojónicas en las esquinas, así como cuatro columnas con capiteles corintios situadas en la gran sala cuadrada interior, antigua sala museo.

## Líneas de trabajo
La modelización regional del campo geomagnético, el estudio de la variabilidad ionosférica y los estudios de atenuación sísmica.

## Historia

### Origen
El Observatorio del Ebro (OE) se inauguró el 8 de septiembre de 1904, como una institución de la Compañía de Jesús, ubicándose en Roquetes (Baix Ebre), cerca de Tortosa, junto al Seminario menor de San José, en unos terrenos de su propiedad. Su puesta de largo científica tuvo lugar el 30 de agosto de 1905, coincidiendo con un eclipse total de Sol en Tortosa.

### Ubicación
La ubicación debía estar alejada de las grandes ciudades, para evitar las influencias de los tranvías eléctricos, y que disfrutase a su vez de unas condiciones geológicas adecuadas para una instalación magnética.
La fundación del Observatorio aconsejó separar las Facultades de Filosofía y Teología, y la Compañía de Jesús decidió trasladar la primera a la casa de campo de San José, que tenía en Roquetes desde 1888. Entre los años 1903 y 1904, empezaron a levantarse los pabellones meteorológicos, eléctricos, sísmicos, magnéticos y astrofísicos. Los aparatos necesarios para todas estas observaciones fueron adquiridos en Francia, Inglaterra e Italia .
Paralelamente, se inició también la construcción del Laboratorio Químico del Ebro y del Instituto Biológico del Ebro.

### Primeras actividades
Durante los primeros cinco años, la actividad del Observatorio se centró en la determinación de las coordenadas del centro, en la calibración de los diversos aparatos y en asegurar la precisión de los datos obtenidos.
En 1916, la Cía. de Jesús trasladó a Barcelona las facultades de Filosofía y Teología, junto con el Laboratorio Químico y el Instituto Biológico. Estos dos últimos dieron paso al actual Instituto Químico de Sarrià (IQS). La casa de San José fue convertida en el Seminario Menor de San José. El único centro científico que quedó en Roquetes fue el Observatorio del Ebro, cuyas secciones se encontraban ya a pleno funcionamiento: la de Heliofísica, dedicada a fotografiar y medir a diario la posición de las manchas solares, la de Geofísica, centrada en el estudio del magnetismo terrestre, corrientes telúricas y movimientos sísmicos, y la Meteorológica que investigaba los fenómenos eléctricos y atmosféricos.
El Padre Cirera fue sustituido en 1920 por uno de sus más directos colaboradores, el Padre Lluís Rodés, quien llevó a cabo importantes mejoras en las instalaciones, especialmente en las de carácter sismológico.

### Publicaciones
Desde 2010, el Observatorio del Ebro  difunde sus trabajos a través de la publicación Boletín Mensual del Observatorio del Ebro.. También publicó la revista Ibérica, dedicada a la divulgación científica, entre 1914 y 2005, cuyo primer director fue el Padre Ricard Cirera y Salse.

## Biblioteca
Especializada en ciencias de la tierra y del espacio, contiene más de 55.000 volúmenes y más de 2.100 títulos de publicaciones periódicas. Desde 2009 forma parte de la red de bibliotecas de la Universidad Ramon Llull. Contiene cinco colecciones especiales: el Legado Landerer, Fondo Monturiol (formado por medio centenar de volúmenes), Fondo Revista Ibérica, Fondo cartográfico de la Biblioteca del Observatorio del Ebro (1795-2017) y el Fondo astronómico del P. Lluís Rodes. Destaca la divulgación de todos estos fondos que hizo la bibliotecaria Maria Genescà i Sitjes (1954-2022), directora del centro entre 1983 y 2018.